# Tell Abu al-Kharaz
Koordinaten: 32° 30′ 9″ N, 35° 37′ 44,6″ O
Tell Abu al-Kharaz  ist eine bronze- und eisenzeitliche Fundstelle in Gilead im östlichen Jordantal. Er wurde mit dem biblischen Jabesch Gilead (Ri 21,8–15 , 1 Sam 11,1–11 , 31,11–13 , 2 Sam 2,4–5 , 21,12 , 1 Chr 10,11–12 ) und der Bestattung von König Saul identifiziert.

## Lage
Der Tell ist 35 km vom See Genezareth und 80 km vom Mittelmeer entfernt und liegt 4 km östlich des Jordans, 5 km nördlich von Pella, an einer Kreuzung alter Handelsstraßen, die Megiddo und Bet Sche’an mit dem Mittelmeer verbanden und von Bet Sche'an zum Wadi al-Yabis verliefen.
Der Tell ist ca. 60 m hoch (−200 m NN) und bedeckt eine Fläche von 300 × 400 m. Er wurde durch die schwedische Jordanien-Expedition zwischen 1989 und 2001 unter Leitung von Peter M. Fischer ausgegraben.

## Chronologie
Der Siedlungshügel wurde vom Chalkolithikum bis in die islamische Zeit bewohnt. Zwischen der frühen Bronzezeit (EBA II) und der späten Mittelbronzezeit war aber er für über tausend Jahre verlassen.

## Funde
Seit der mittleren Bronzezeit (MB IIC, ca. 1600 v. Chr.) herrschte in Tell Abu al-Kharaz cisjordanische und zypriotische Keramik vor. Ägyptische Importe fehlen fast völlig.
In  der Siedlung wurden auch zypriotische Importe gefunden (White Slip I-Keramik). 
Viel 'Chocolate-on-white'-Keramik wurde in Tell Abu al-Kharaz gefunden. Solche Keramik kommt auf Zypern oder in der Ägäis nicht vor.

## Importe
Die frühesten Importe (Phase 1, frühe Bronzezeit), zylindrische Krüge und Keulenköpfe stammen aus Ägypten (Naqada IIIB). Sie stellen die bisher nördlichsten ägyptischen Importe aus dieser Zeit dar.